# 北盘江大桥 (沪昆高速)
北盘江大桥中国贵州省安顺市关岭布依族苗族自治县的一座悬索桥，是 沪昆高速跨过北盘江的桥梁，主跨为636米，桥面高度为318米，2008年建成，目前是世界上桥面高度最高的二十座桥梁之一。